# Stora Rågö
Stora Rågö (estniska: Suur-Pakri) är en ö i nordvästra Estland. Den ligger i Lääne-Harju kommun i landskapet Harjumaa, 50 km väster om huvudstaden Tallinn. Arean är 12,7 kvadratkilometer. Det är den västliga av de två Rågöarna som båda ligger i Finska viken. Öarna har traditionellt haft estlandssvensk befolkning och även det estlandssvenska namnet är officiellt i Estland. Ön tillhörde stadskommunen Paldiski stad 1992–2017.

## Geografi
Terrängen på Stora Rågö är platt och öns högsta punkt är 10 meter över havet. Den är 6 kilometer lång i nordväst-sydöstlig riktning och 2,5 kilometer bred. Öster om ön ligger Lilla Rågö som namnet till trots är något större än Stora Rågö. Öarna skiljs från varandra av ett 2 kilometer brett sund med några mindre holmar och skär. Den bro som sovjetiska soldater byggt var 2004 ej längre framkomlig för fordon. Norrut är båda öarna ofruktbara, med sten- och grusbackar, där enbuskar utgör den enda växtligheten. Öns nordkust utgörs av en brant, klippig och omkring 7 meter hög klint som på estniska benämns Suur-Pakri panks. Stora Rågö skiljs i söder från det estländska fastlandet av det grunda Västersundet.
De flesta ortnamnen på ön minner om estlandssvenskarnas historia, till exempel nordvästudden Albesäurn (estlandssvenskt uttal: aläbisäurn) där ett båk är beläget. På öns västra sidan ligger de delvis uppgrundade vikarna Stor vik och Lihlviki. Bebyygelsen ligger främst på södra sidan. Ett kapell byggdes där 1896 efter ritningar av Nikolai Thamm. Under Sovjetunionen förföll kapellet, men är nu åter iordningställt. Där finns även en kyrkogård, båda är kulturminnesmärkta.

### Byar
Förr fanns det tre byar på Stora Rågö: 
- Storbyn (estniska: Suurküla)
- Bisagidbyn (estniska Lepiku[4] eller Väikeküla)
- Strandbyn eller Åsbyn (estniska Rannaküla[5]).

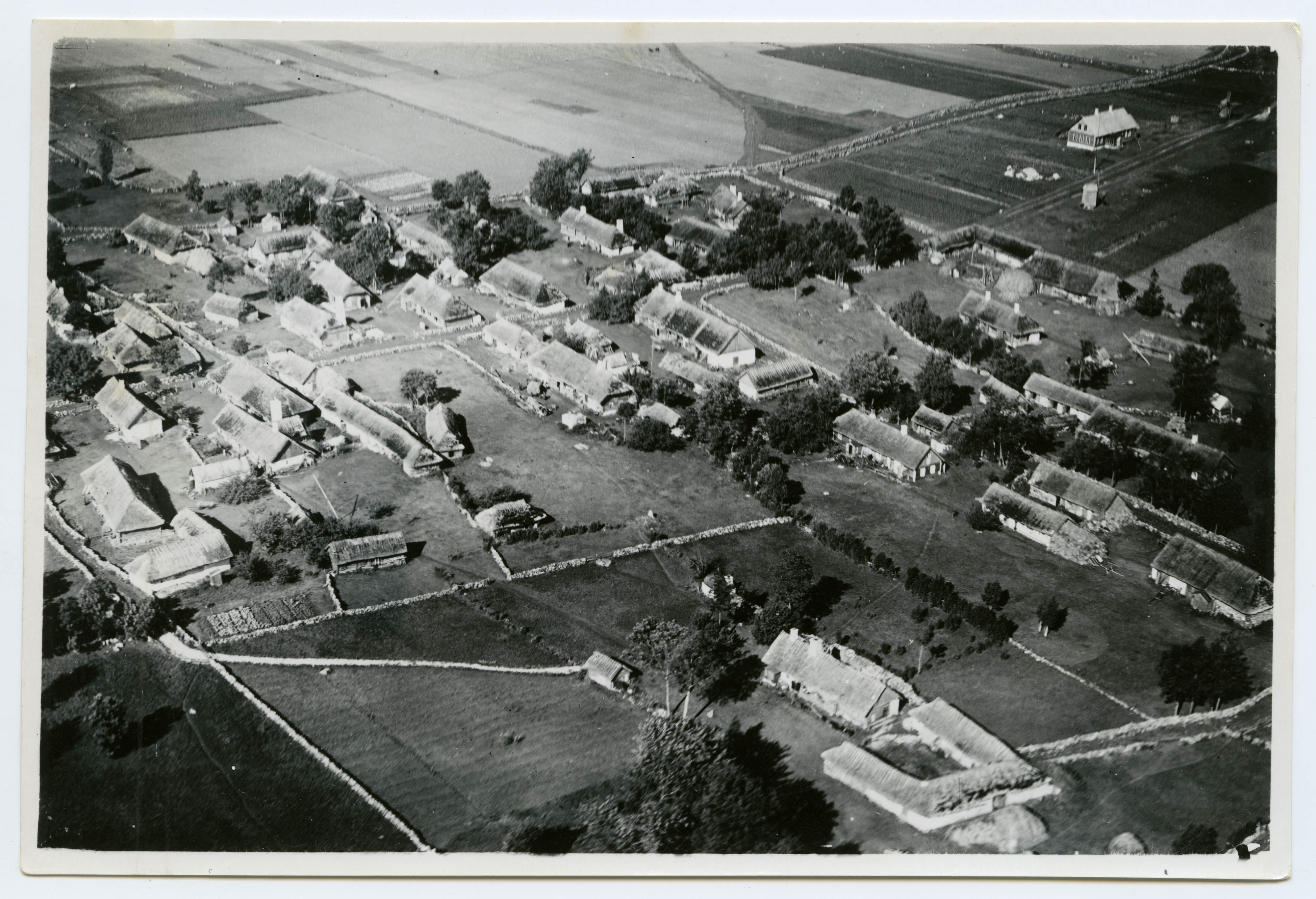
Storbyn (Suur küla) år 1934
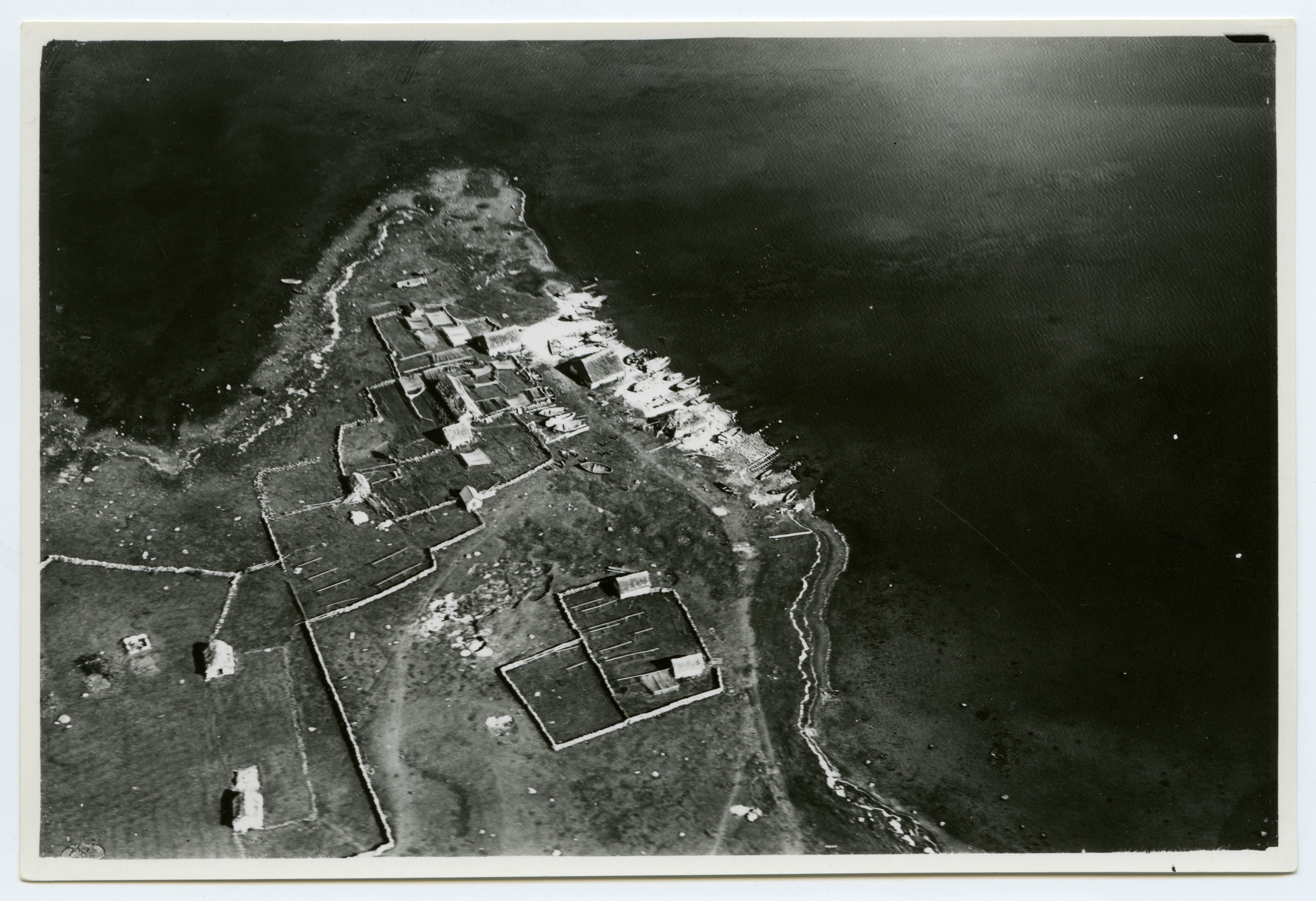
Bisagidbyn (Lepi küla) år 1934
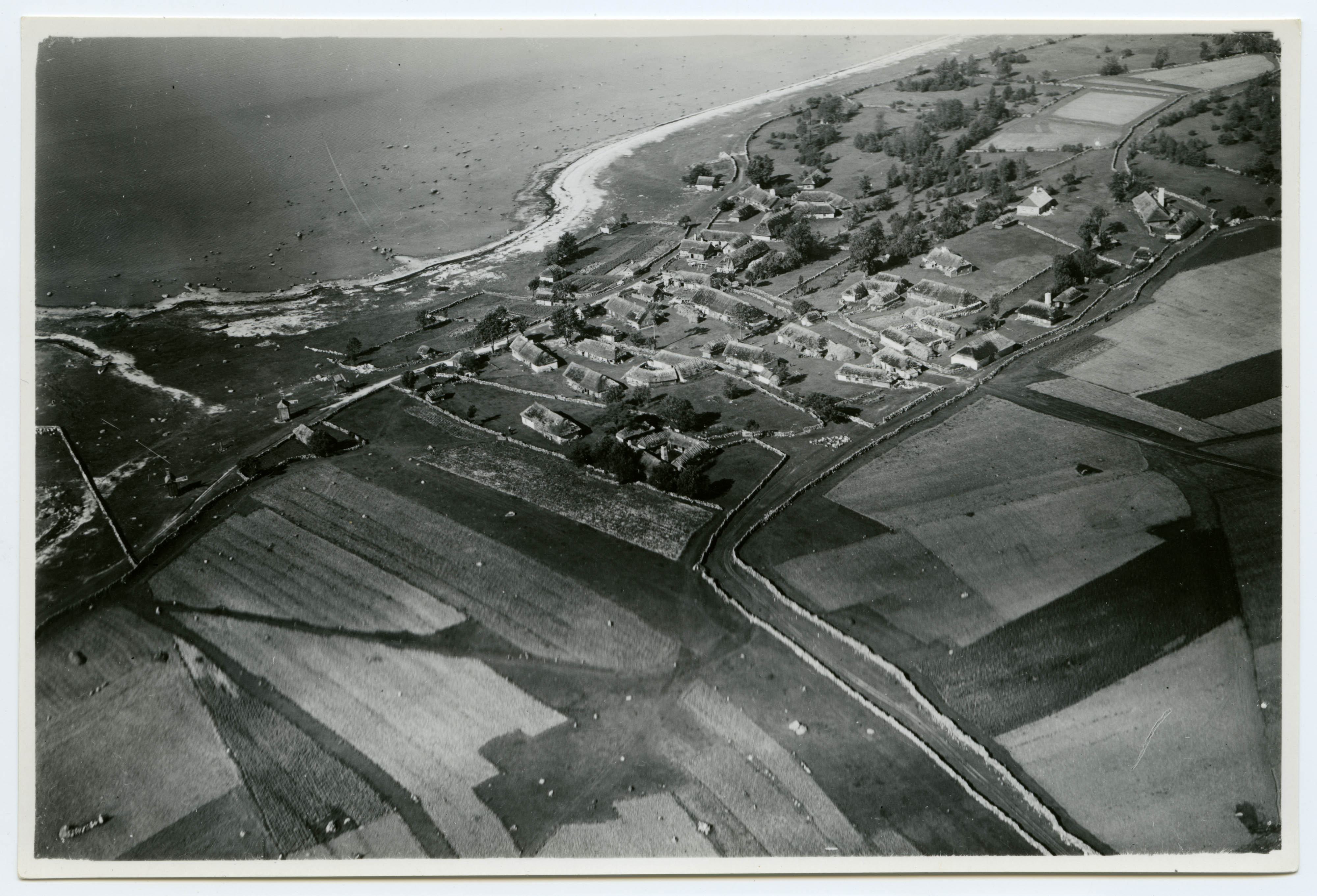
Åsbyn (Ranna küla) år 1934

## Historia
Stora Rågö köptes 1345 för 34 silvermark till evinnerlig besittning av fem svenska bönder vid namn Hinrich Bodolphe, Håkan Christians, Simon Clements, Harald Rodeger och Peter Röver. Säljare var abboten Nicolaus i Padis kloster i Estland, som hade fått sitt kloster nedbränt av estniska upprorsmän två år tidigare, och var i ett stort behov av kontanta medel. I sex sekel kom estlandssvenskar att bebo Rågöarna, tills man våren 1940 evakuerades och öarna besattes av sovjetiska trupper.
Lilla Rågö som också beboddes av svenskspråkiga öbor såldes inte av Padis kloster, men kom 1628 att inköpas av greve Thomas von Ramm, som var borgmästare i Riga. Han hade tidigare fått sig förlänat Stora Rågö av Gustav II Adolf. Enligt 1934 års folkräkning i Estland bodde 354 invånare på Rågöarna, varav 13 ester.
Öarna kom att användas som bombmål under sovjettiden. På Lilla Rågö fanns det därför ingen fast befolkning på grund av blindgångarna, men sedan 2000 är ön åter bebodd.

## Namn och etymologi
Rågöarna var närmast enspråkigt svenska fram till andra världskriget. Inbyggarna benämnde vanligen sina öar för Öarna (estlandssvenskt uttal: äiana, aiana) och Stora Rågö för Västerö (uttalas västräi). Förleden i det svenska namnet kan sannolikt härledas till växten strandråg. Liknande namn är vanliga i Sveriges och Finlands skärgårdar och strandrågen användes förr som bete.

## Galleri

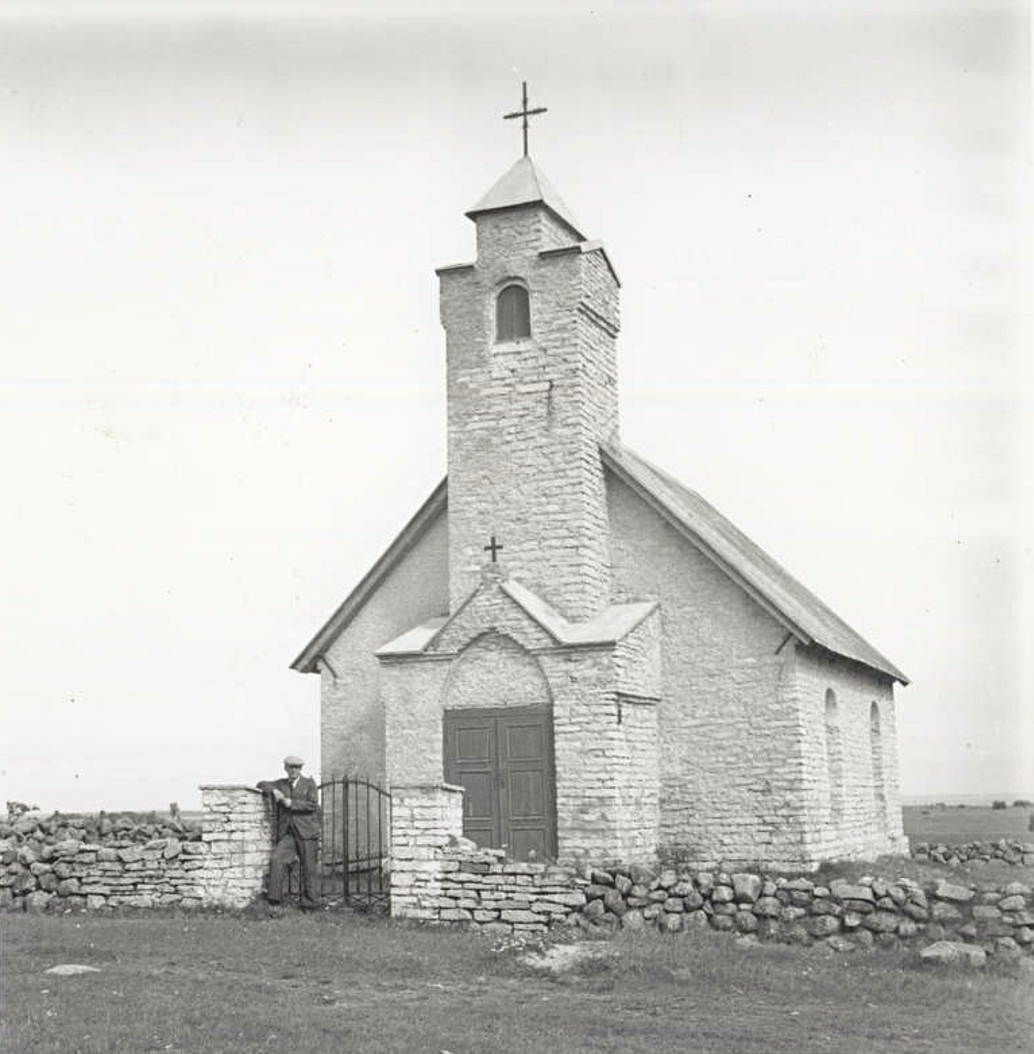
Stora Rågö kapell (1924).
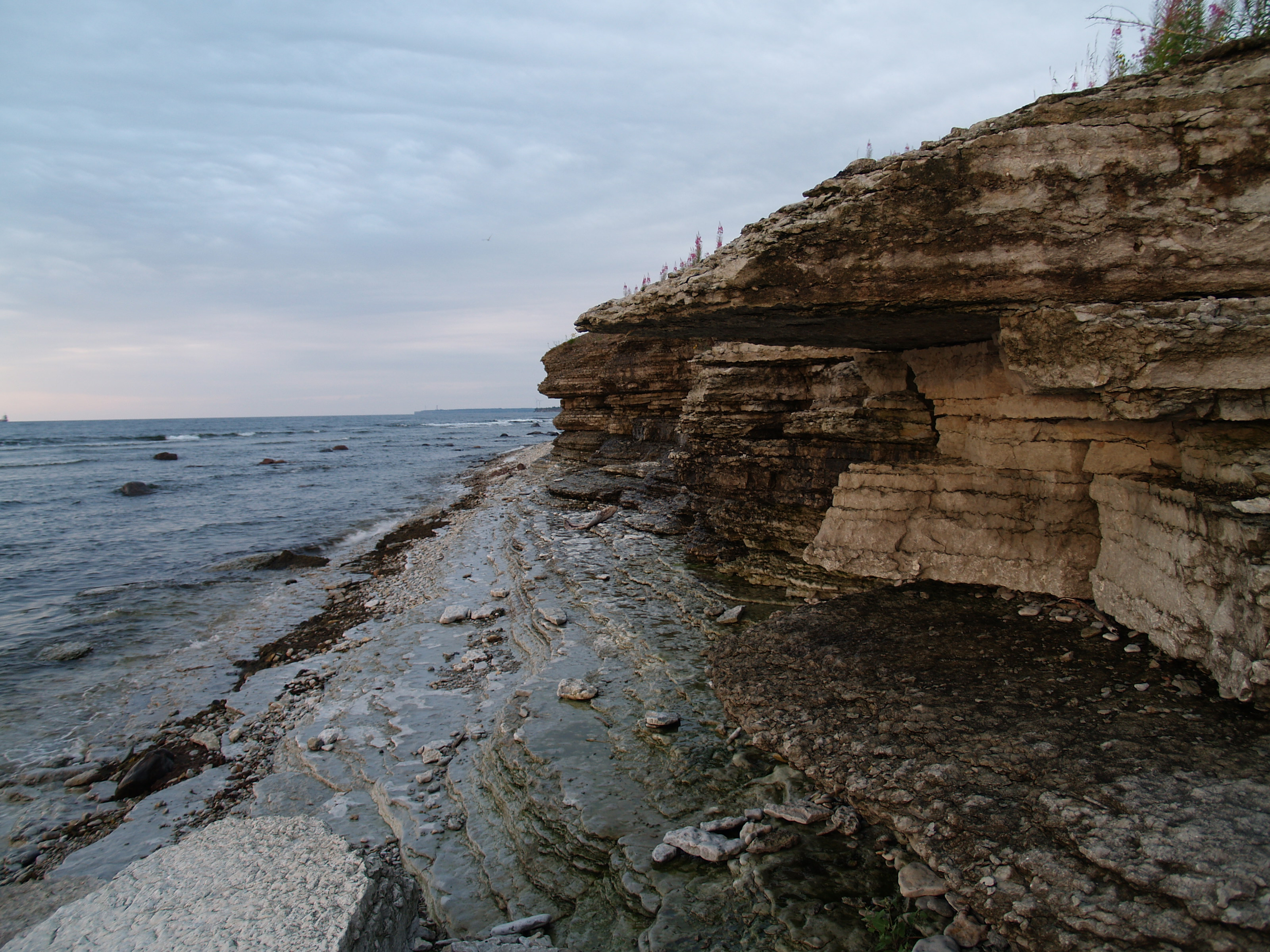
Klint på norra Stora Rågö
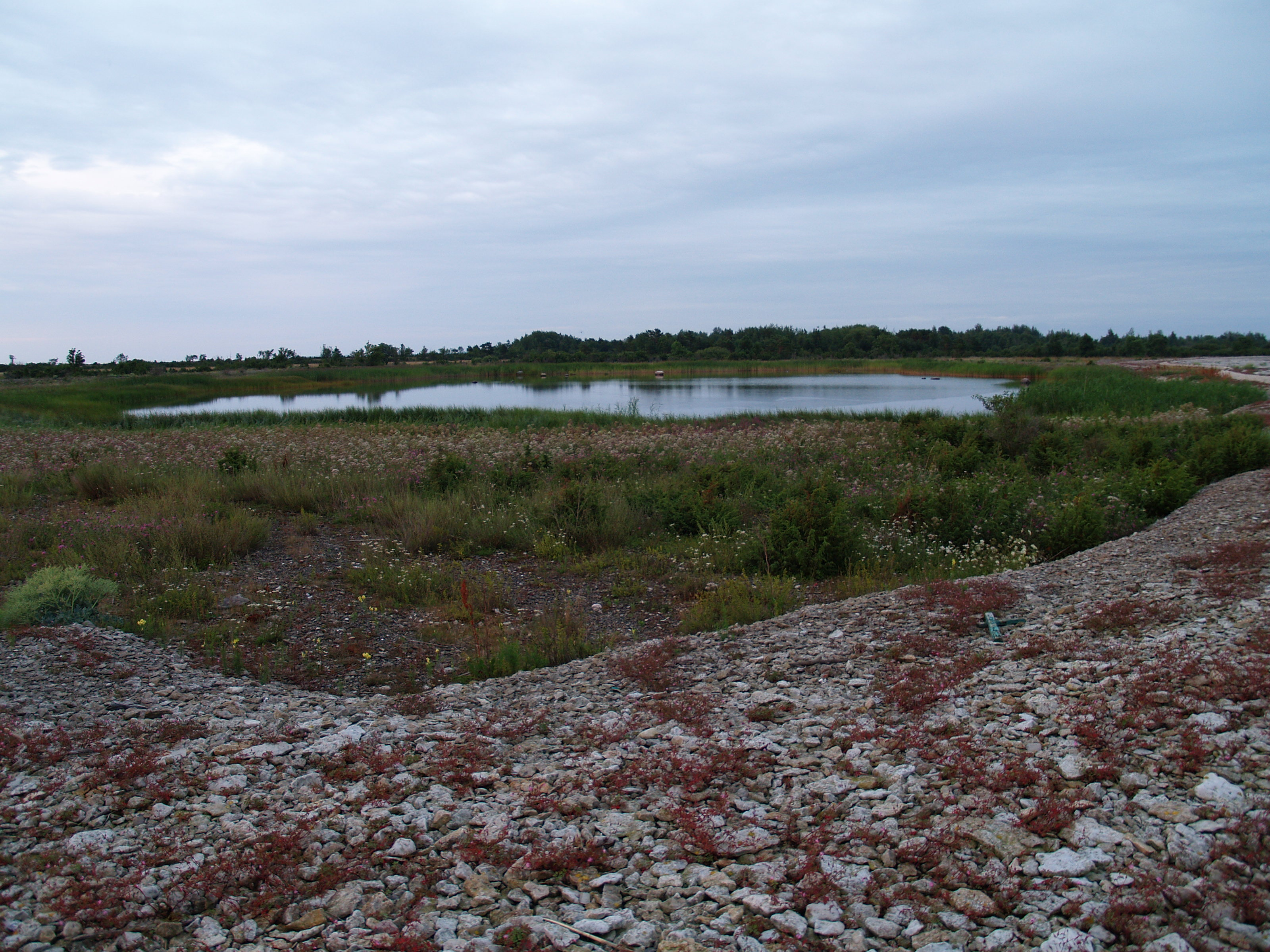
Bodän är en mindre sjö på nordvästra Stora Rågö.
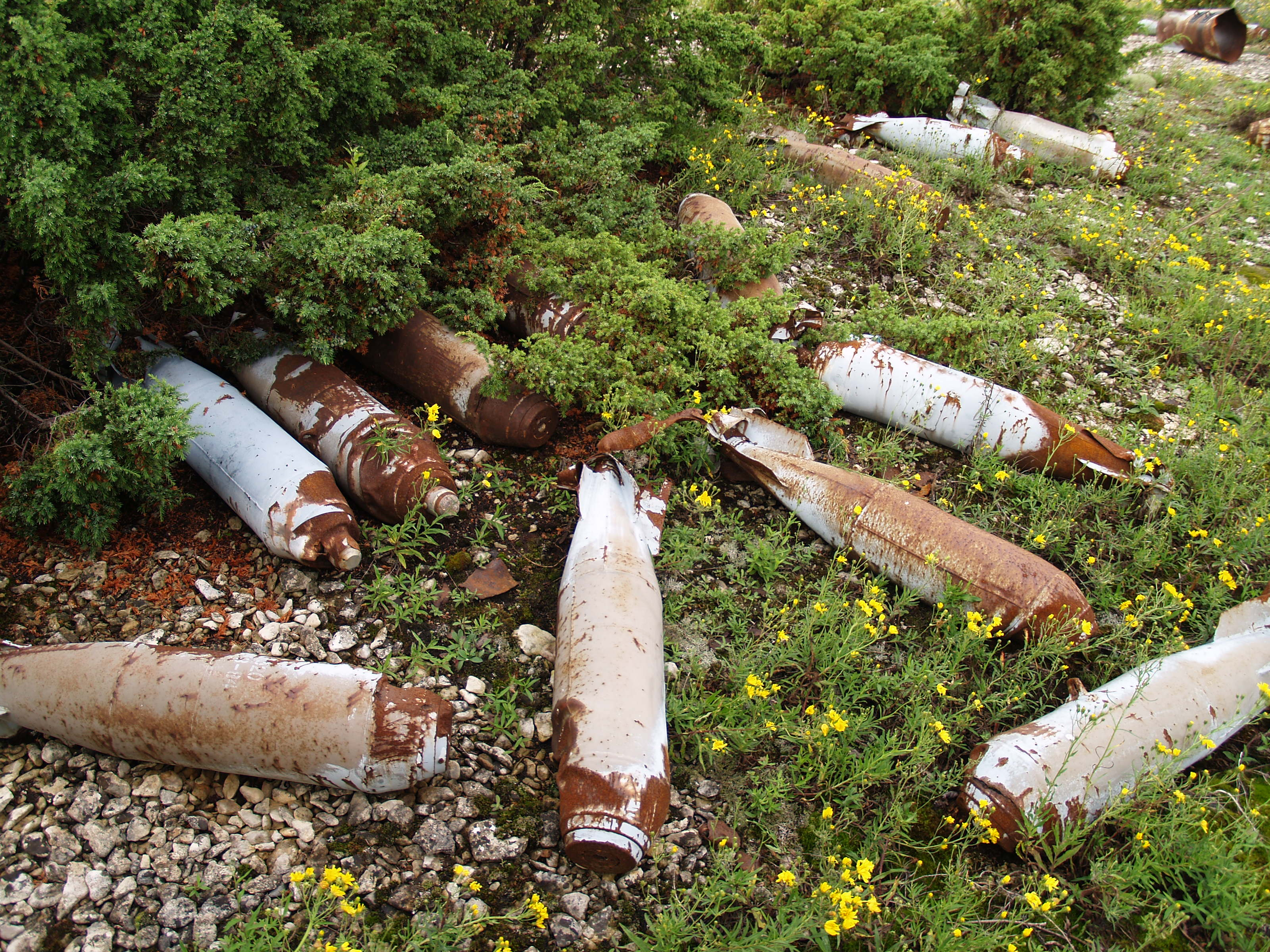
Under kalla kriget var öarna befästa av Röda armén.
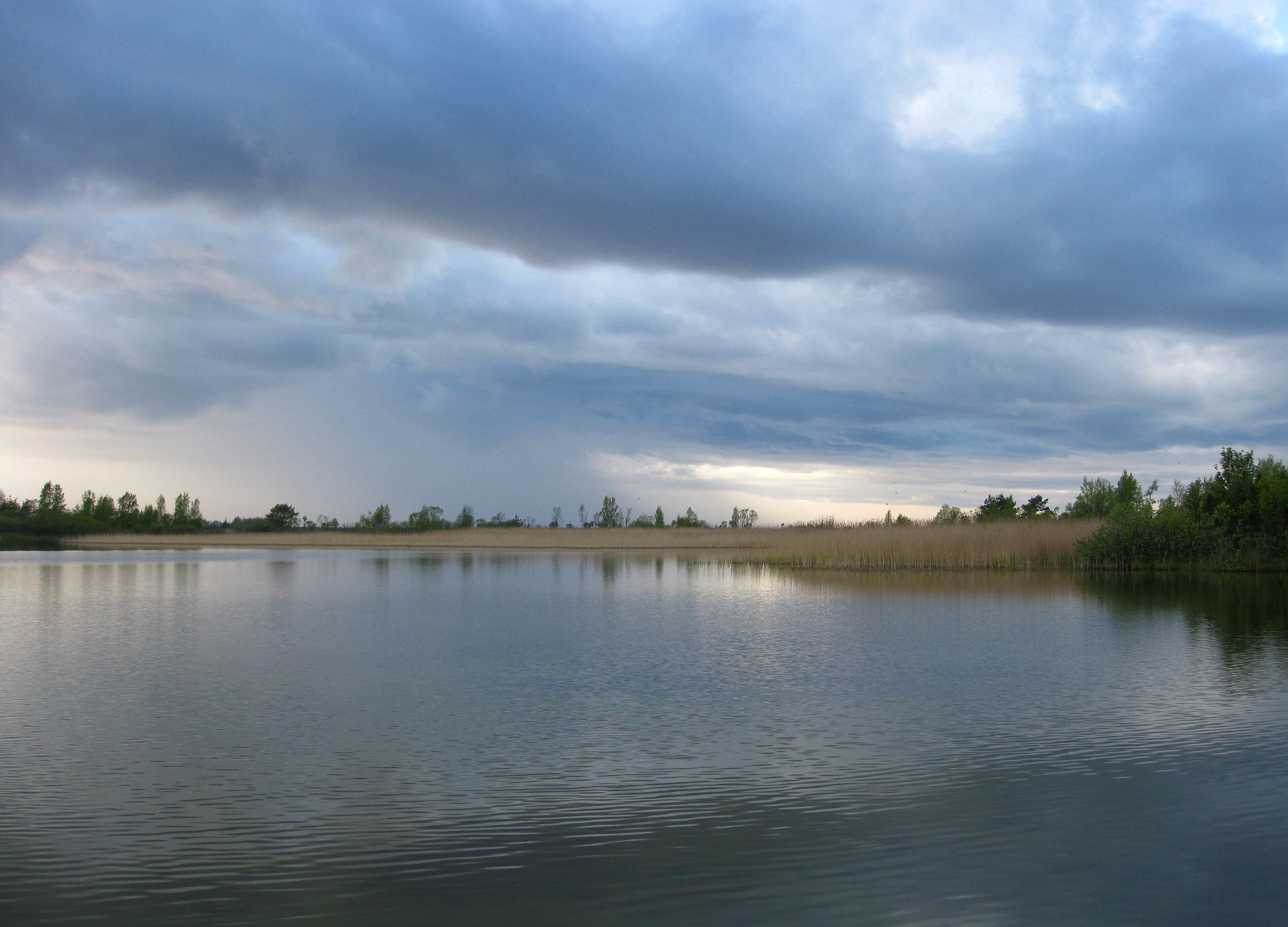
Lihl viki, eller Lillviken, är en grund flad innanför Storviken.
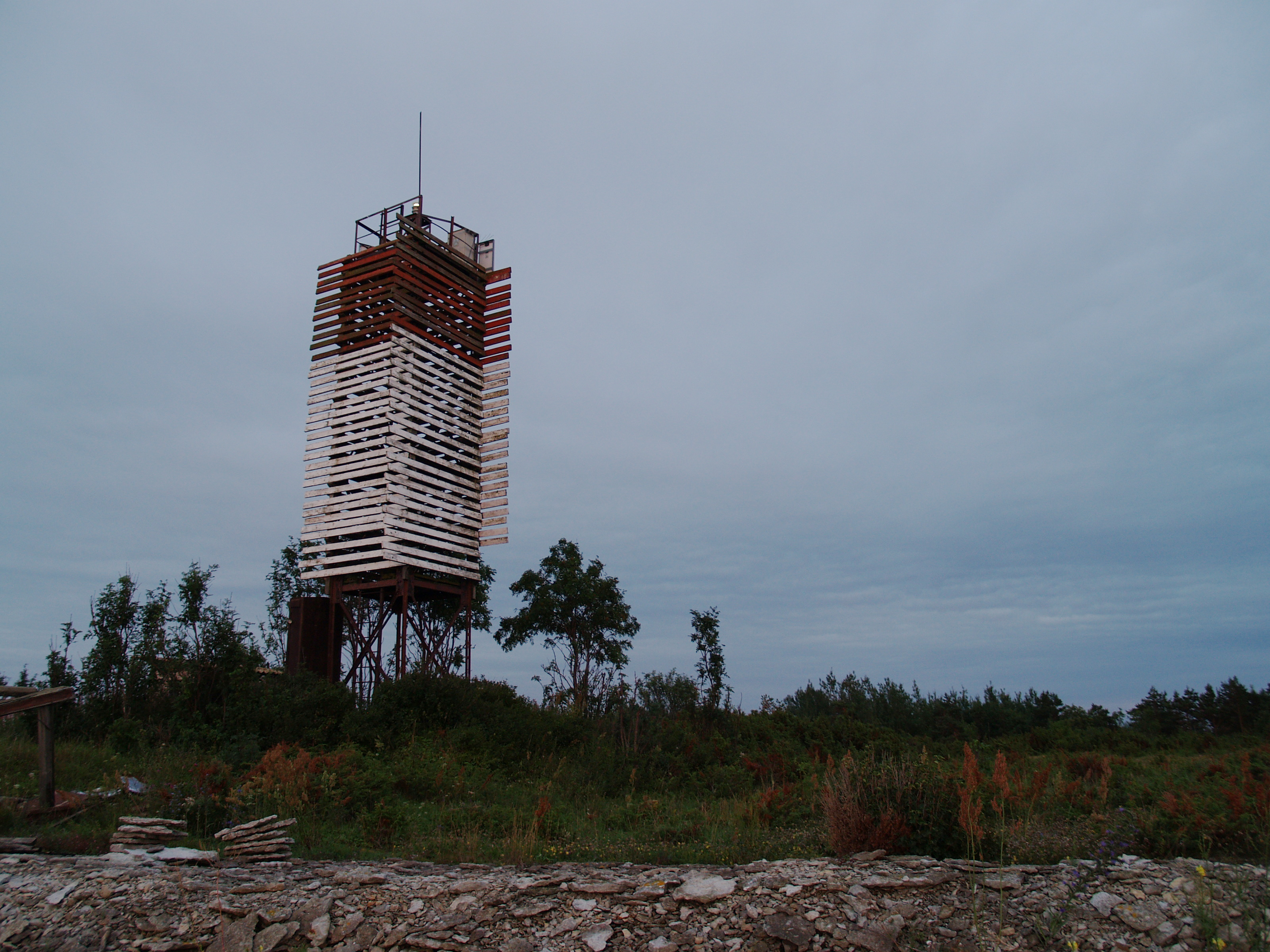
Stora Rågö båk, beläget på udden Albesäurn.